# 线条芒毛苣苔
线条芒毛苣苔（学名：Aeschynanthus lineatus）为苦苣苔科芒毛苣苔属下的一个种。其种加词“Lineatus”意为“线形的”。